# Hukkakero
Hukkakero är en kulle i Finland.   Den ligger i den ekonomiska regionen  Fjäll-Lappland  och landskapet Lappland, i den norra delen av landet, 900 km norr om huvudstaden Helsingfors. Toppen på Hukkakero är 391 meter över havet. Hukkakero ingår i Siiselät.
Terrängen runt Hukkakero är huvudsakligen platt.  Trakten runt Hukkakero är nära nog obefolkad, med mindre än två invånare per kvadratkilometer. Det finns inga samhällen i närheten. 